# Крымковский сельский совет
Крымковский сельский совет (укр. Кримківська сільська рада, крымскотат. Sultan Boçala köy şurası) — согласно законодательству Украины — административно-территориальная единица в Джанкойском районе Автономной Республики Крым, расположенная в западной части Джанкойского района, в степной зоне полуострова. Население по переписи 2001 года — 1896 человек, площадь 51 км².
К 2014 году в состав сельсовета входило одно село — Крымка.

## История
Сельсовет образован 16 сентября 1986 года выделением из Ярковского. С 12 февраля 1991 года сельсовет в восстановленной Крымской АССР, 26 февраля 1992 года переименованной в Автономную Республику Крым. С 21 марта 2014 года в составе Крыма аннексирован Россией. Законом «Об установлении границ муниципальных образований и статусе муниципальных образований в Республике Крым» от 4 июня 2014 года территория административной единицы была объявлена муниципальным образованием со статусом сельского поселения.